# Fresh Up
프레시 업(Fresh Up)은 U-KBS MUSIC에서 자체적으로 방송되었던 음악 프로그램이었다. 2010년 봄 개편으로 인해 4월 18일 방송을 2년 만에 마지막으로 종영되었다.

## Fresh up

### 역사
2008년 가을 개편을 맞아, 저녁 6~8시에 방송되었던 성우 김희진 진행의 매일매일 기다려가 프레시 업 1부로 개편되고, 뒤이어 밤 8~10시에 방송되었던 Nell의 가혹한 라디오는 진행자였던 넬의 김종완이 군입대를 이유로 하차, 프레시 업 2부로 개편되어 2008년 11월 17일부터 방송을 개시하였다.
초창기에는 1부를 아나운서 엄지인, 2부를 배우 김학진이 진행하다가 2009년 4월 27일부터 봄 개편으로 1부는 DJ KUJA(본명 : 구자중)로, 2부는 가수 요조(본명 : 신수진)으로 진행자가 교체되었다.
이후 2009년 10월 26일부터 가을 개편으로, 1부의 진행자가 DJ KUJA에서 DJ 한별(본명 : 손한별)로 교체되었다.

### 특징
보이는 라디오를 이용하여 방송하기 때문에 영상을 활용할 수 있다는 장점을 이용한 쌍방향 방송이다. 그 예로 영상을 이용하여 시청자들의 사연을 띄워 주고 각종 이벤트를 벌이기도 한다.

### 코너
사연과 신청곡이 주를 이루며 DJ가 중간중간에 영상을 이용한 퀴즈를 내기도 한다. 사연은 화면에 띄워지는 형식과 DJ가 보고 자신의 생각을 말하며, 사연 3~4개 소개후 노래 2개를 틀어주는 방식이다.